# Jules Goux

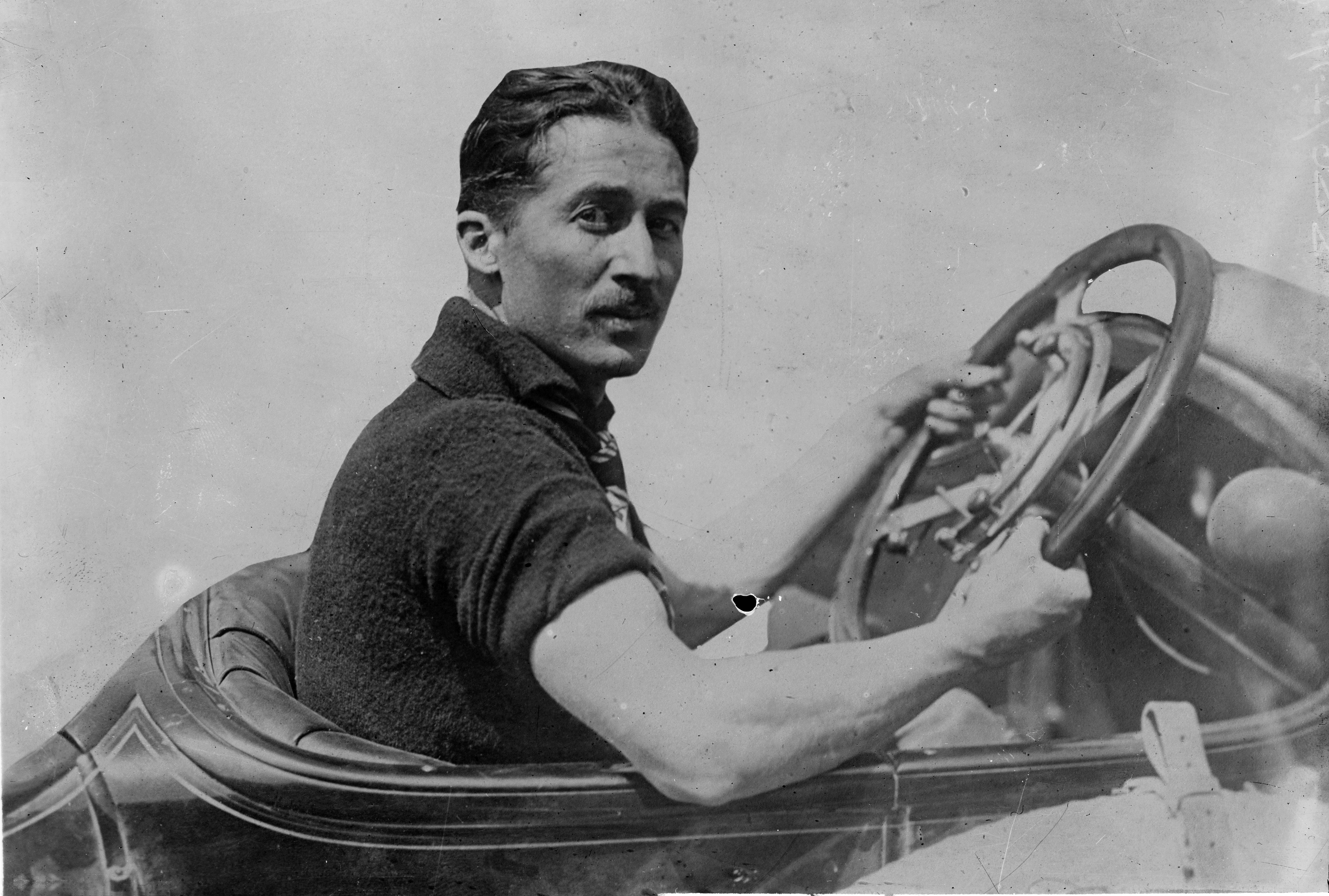
Jules Goux.

Jules Goux (Valentigney, 6 april 1885 - aldaar, 6 maart 1965) was een Frans autocoureur. Hij won drie Europese Grote Prijzen en de Indianapolis 500 in 1913.
Goux was ingenieur bij Peugeot en maakte zijn debuut als autocoureur rond 1905. In 1908 won hij een race in Sitges in Catalonië en won de race het volgende jaar voor een tweede keer op rij. Hij werd door zijn werkgever Peugeot gevraagd om voor het fabrieksteam te rijden en hij ontwikkelde met anderen een nieuwe auto en motor met een bovenliggende nokkenas. In 1912 won hij met een Peugeot de Sarthe Cup in Le Mans. Het volgende jaar reisde hij naar de Verenigde Staten om deel te nemen aan de Indianapolis 500. Hij won de race en werd zo de eerste Europeaan die de Indy 500 op zijn naam schreef. Een jaar later werd hij vierde.
Doordat de Eerste Wereldoorlog uitbrak werd zijn carrière onderbroken. Na deze oorlog reed hij de Indy 500 nog drie keer. Goux finishte op een derde plaats in de Indianapolis 500 in 1919. Door technische problemen behaalde hij in zijn laatste twee races geen top 10-plaats meer. In 1921 won hij de allereerste Grand Prix van Italië, op een circuit in Brescia. De laatste overwinningen boekte hij met een Bugatti. Goux won in 1926 de Grand Prix van Frankrijk in Miramas en de Grand Prix van Europa in het Spaanse Lasarte-Oria. Hij overleed in zijn geboorteplaats op 79-jarige leeftijd.